# El Porvenir (Atlántida)
El Porvenir è un comune dell'Honduras facente parte del dipartimento di Atlántida.
Il comune è stato istituito il 18 aprile 1898 con parte del territorio del comune di La Ceiba.